# Anna Azcárate
Anna Raquel Azcárate, ursprungligen Azcarate Mecoleta, född 24 mars 1961 i Eskilstuna, är en svensk skådespelare och regissör.
Azcárate tillhörde den fasta ensemblen vid Norrbottensteatern i Luleå i 25 år.[källa behövs] Sedan 2006 är hon frilans.[källa behövs] Hon har även arbetat som lärare vid Teaterhögskolan i Luleå.[källa behövs]
Hon har haft roller i filmer och TV-serier, bland annat Den röda Vargen och Hypnotisören.. Hon har också varit värd för SVT:s magasinsprogram Café Luleå.[källa behövs]
Hon är sambo med Mikael Odhag.[källa behövs]

## Filmografi
- 2002 – Grabben i graven bredvid
- 2002 – Emma och Daniel: Mötet
- 2003 – Eiffeltornet (kortfilm)
- 2006 – Möbelhandlarens dotter (TV-serie)
- 2006 – Inga tårar
- 2007 – Höök (TV-serie)
- 2007 – Järnets änglar
- 2009 – Elkland (kortfilm)
- 2011 – Happy End
- 2011 – En enkel till Antibes
- 2012 – Hypnotisören
- 2012 – Den röda vargen
- 2012 – Studio Sex
- 2013 – Eskil och Trinidad
- 2019 – Jägarna (TV-serie)
- 2020 – Rebecka Martinsson (TV-serie)
- 2020 – Leif & Billy (TV-serie)
- 2021 – Tunna blå linjen (TV-serie)
- 2025 – Genombrottet (TV-serie)

## Teater

### Roller (ej komplett)
| År   | Roll              | Produktion                                                         | Regi              | Teater              |
| ---- | ----------------- | ------------------------------------------------------------------ | ----------------- | ------------------- |
| 1984 | Becky             | Tom Sawyers äventyr (The Adventures of Tom Sawyer) Mark Twain      | Catherine Parment | Norrbottensteatern  |
| 2021 | Polina Andrejevna | Måsen (Чайка, Tjajka) Anton Tjechov                                | Dennis Sandin     | Uppsala stadsteater |
| 2021 | Arga gubben mfl   | Loranga, Loranga Barbro Lindgren                                   | Olle Törnqvist    | Uppsala stadsteater |
| 2022 | Mrs. Witherspoon  | Arsenik och gamla spetsar (Arsenic and Old Lace) Joseph Kesselring | Philip Zandén     | Uppsala stadsteater |

### Regi (ej komplett)
| År   | Produktion           | Upphovsmän                                    | Teater              |
| ---- | -------------------- | --------------------------------------------- | ------------------- |
| 2017 | Löwensköldska ringen | Selma Lagerlöf                                | Uppsala stadsteater |
| 2020 | Farliga förbindelser | Christopher Hampton Översättning Per Lysander | Uppsala stadsteater |